# بونيرس فيري
بونيرس فيري (بالإنجليزية: Bonners Ferry)‏ هي مدينة أمريكية تقع في ولاية أيداهو. ويبلغ عدد سكانها 2543 نسمة حسب إحصاء سنة 2010 م 2543.

## التركيبة السكانية
قام مكتب تعداد الولايات المتحدة بتحديد بيانات التركيبة السكانية لبونيرس فيريفي تعداد الولايات المتحدة. في ما يلي، التركيبة السكانية حسب تعدادي 2000 و2010.

### تعداد عام 2000
بلغ عدد سكان بونيرس فيري 2,515 نسمة بحسب تعداد عام 2000، وبلغ عدد الأسر 1,027 أسرة وعدد العائلات 650 عائلة مقيمة في المدينة. في حين سجلت الكثافة السكانية 1,186.9 نسمة لكل ميل مربع (458.3/كم2). وبلغ عدد الوحدات السكنية 1,120 وحدة بمتوسط كثافة قدره 528.5 نسمة لكل ميل مربع (204.1/كم2).
وتوزع التركيب العرقي للمدينة بنسبة 95.67% من البيض و1.59% من الأمريكيين الأصليين و0.52% من الأمريكيين ذوي الأصول الآسيوية و0.04% من الأمريكيين الأفارقة و0.87% من عرقين مختلطين أو أكثر.
بلغ عدد الأسر 1,027 أسرة كانت نسبة 31.7% منها لديها أطفال تحت سن الثامنة عشر تعيش معهم، وبلغت نسبة الأزواج القاطنين مع بعضهم البعض 48.0% من أصل المجموع الكلي للأسر، ونسبة 11.2% من الأسر كان لديها معيلات من الإناث دون وجود شريك، وكانت نسبة 36.7% من غير العائلات. تألفت نسبة 32.9% من أصل جميع الأسر من أفراد ونسبة 15.5% كانوا يعيش معهم شخص وحيد يبلغ من العمر 65 عاماً فما فوق. وبلغ متوسط حجم الأسرة المعيشية 3.00، أما متوسط حجم العائلات فبلغ 2.37.
بلغ العمر الوسطي للسكان 39 عاماً. وكانت نسبة 26.9% من القاطنين تحت سن الثامنة عشر، وكانت نسبة 8.2% بين الثامنة عشر والأربعة وعشرون عاماً، ونسبة 24.5% كانت واقعةً في الفئة العمرية ما بين الخامسة والعشرين حتى الرابعة والأربعين عاماً، ونسبة 21.3% كانت ما بين الخامسة والأربعين حتى الرابعة والستين، ونسبة 19.1% كانت ضمن فئة الخامسة والستين عاماً فما فوق. يوجد لكل 100 أنثى 92.7 ذكر، ويوجد لكل 100 أنثى في الثامنة عشر من عمرها فما فوق 86.8 ذكر.
بلغ متوسط دخل الأسرة في المدينة 24,509 دولار، أما متوسط دخل العائلة فبلغ 35,237 دولار. وكان متوسط دخل الذكور 28,558 دولار مقابل 16,776 دولار للإناث. وسجل دخل الفرد الخاص بالمدينة 13,343 دولار. وكانت نسبة 17.3% من العائلات ونسبة 20.0% من السكان تحت خط الفقر، وكان من هؤلاء نسبة 28.6% تحت سن الثامنة عشر ونسبة 10.9% في الخامسة والستين من العمر وما فوق.

### تعداد عام 2010
بلغ عدد سكان بونيرس فيري 2,543 نسمة بحسب تعداد عام 2010، وبلغ عدد الأسر 1,117 أسرة وعدد العائلات 631 عائلة مقيمة في المدينة. في حين سجلت الكثافة السكانية 1,042.2 نسمة لكل ميل مربع (402.4/كم2). وبلغ عدد الوحدات السكنية 1,254 وحدة بمتوسط كثافة قدره 513.9 لكل ميل مربع (198.4/كم2).
وتوزع التركيب العرقي للمدينة بنسبة 94.3% من البيض و2.0% من الأمريكيين الأصليين و0.6% من الأمريكيين ذوي الأصول الآسيوية و0.2% من سكان جزر المحيط الهادئ و0.2% من الأمريكيين الأفارقة و2.2% من عرقين مختلطين أو أكثر.
بلغ عدد الأسر 1,117 أسرة كانت نسبة 27.6% منها لديها أطفال تحت سن الثامنة عشر تعيش معهم، وبلغت نسبة الأزواج القاطنين مع بعضهم البعض 39.1% من أصل المجموع الكلي للأسر، ونسبة 12.5% من الأسر كان لديها معيلات من الإناث دون وجود شريك، بينما كانت نسبة 4.8% من الأسر لديها معيلون من الذكور دون وجود شريكة وكانت نسبة 43.5% من غير العائلات. وبلغ متوسط حجم الأسرة المعيشية 2.91، أما متوسط حجم العائلات فبلغ 2.22.
بلغ العمر الوسطي للسكان 41.9 عاماً. وكانت نسبة 23.7% من القاطنين تحت سن الثامنة عشر، وكانت نسبة 7.5% بين الثامنة عشر والأربعة وعشرون عاماً، ونسبة 21.9% كانت واقعةً في الفئة العمرية ما بين الخامسة والعشرين حتى الرابعة والأربعين عاماً، ونسبة 27.4% كانت ما بين الخامسة والأربعين حتى الرابعة والستين، ونسبة 19.5% كانت ضمن فئة الخامسة والستين عاماً فما فوق. وتوزع التركيب الجنسي للسكان بنسبة 48.0% ذكور و52.0% إناث.